# Marco Presta
Marco Presta (Roma, 11 novembre 1961) è un attore, conduttore radiofonico, scrittore e conduttore televisivo italiano.

## Biografia
Ha conseguito la maturità classica al Liceo ginnasio statale Augusto di Roma. Diplomato all'Accademia nazionale d'arte drammatica, ha lavorato in teatro con Luca Ronconi, Aldo Trionfo e Andrea Camilleri per poi approdare alla radio. Insieme ad Antonello Dose dal 1995 è infatti autore e conduttore della popolare trasmissione radiofonica Il ruggito del coniglio, vincitrice di importanti premi nazionali, quali il premio Flaiano, il premio Satira Politica a Forte dei Marmi, il premio Aristofane, il premio Bordighera Città dell'Umorismo, il premio Fregene, il Premio simpatia in Campidoglio e numerosi altri.
In televisione ha lavorato come sceneggiatore televisivo, per Rai 1, per le serie televisive Un medico in famiglia, con protagonisti Giulio Scarpati e Lino Banfi,  e Pazza famiglia, con Enrico Montesano. Nel 1991-1992 collaborò, con Enrico Vaime  e il sodale Antonello Dose, ai testi di La più bella sei tu di Luciano Rispoli su Telemontecarlo. Come autore e presentatore ha realizzato, insieme all'amico e collega Antonello Dose, Dove osano le quaglie, trasmissione televisiva andata in onda per tre edizioni su Rai 3 il sabato sera, e Buono Domenico, trasmissione in onda su Radio 2 la domenica mattina. Nel 1997 ha inoltre partecipato, con Dose, al programma televisivo Giochi senza frontiere, condotto da Maria Teresa Ruta. Dal 2012 collabora ai testi di Luciana Littizzetto a Che tempo che fa.
Come autore ed attore teatrale, in questi ultimi anni, è protagonista di diversi spettacoli, alcuni in collaborazione con Chiara Noschese e Fabio Toncelli andati in scena al teatro Vittoria di Roma, tra cui Scorretto, Abbiamo due ore di vantaggio e L'ultimo italiano. Nel 2014 ha scritto la commedia Anche se sei stonato con Max Paiella e Attilio Di Giovanni andata in scena al teatro Olimpico. Nel 2017 scrive e va in scena con Zombie, sempre insieme a Max Paiella.

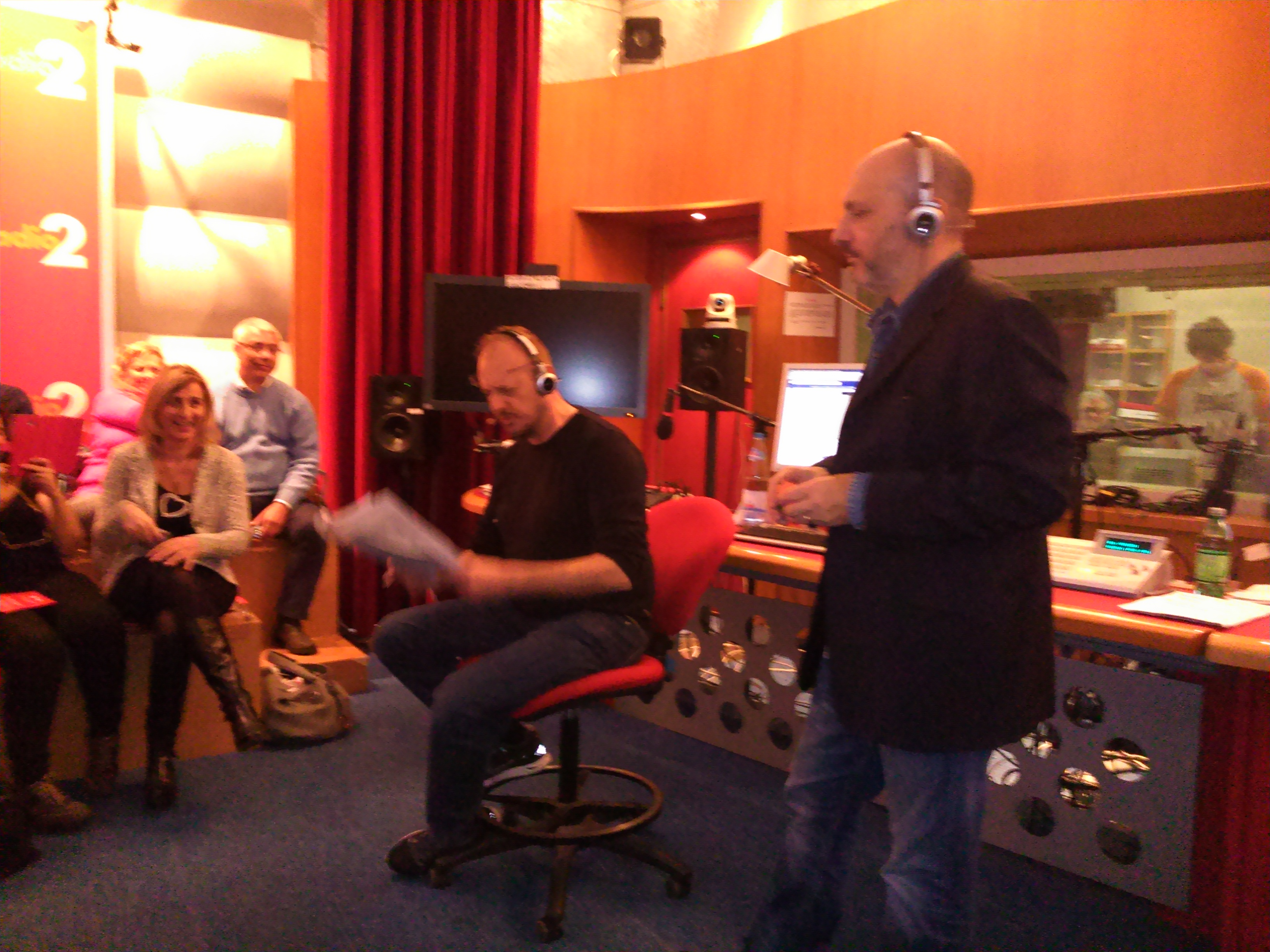
Presta (a destra) con Antonello Dose durante la conduzione del Il ruggito del coniglio

È inoltre autore di libri editi da Giulio Einaudi Editore, tra cui Il paradosso terrestre, una raccolta di racconti surreali e divertenti, e Un calcio in bocca fa miracoli, il suo primo romanzo, di cui protagonista è un "uomo anziano" che racconta in prima persona e in chiave satirica le "libertà" che l'età gli concede, Il piantagrane, L'allegria degli angoli e Accendimi. Nel 2019, sempre con Einaudi, ha scritto il libro "Fate come se non ci fossi". Ha lavorato anche come sceneggiatore al film Opopomoz di Enzo D'Alò.
Nel 2014 interviene con dei contributi satirici al programma televisivo Petrolio condotto da Duilio Giammaria.
Nel 2022 vince il Premio “Microfono d’Oro” per la sua attività radiofonica.

## Filmografia

### Sceneggiatore
- Anche i commercialisti hanno un'anima - film, regia di Maurizio Ponzi (1994)
- Pazza famiglia, (Rai 1, 1995) – serie TV
- Pazza famiglia 2, (Rai 1, 1996) – serie TV
- Lo zio d'America (Rai 1, 2002) – soggetto, serie TV

## Programmi televisivi
- Giochi senza frontiere (Rai 1, 1997)
- Dove osano le quaglie (Rai 3, 2003-2005)
- Anteprima Sanremo 2013 (Rai 1, 2013)
- Petrolio - editoriale satirico (Rai 1, 2014)
- La Classe (TV2000, 2015)
- Unomattina - editoriale satirico (Rai 1, 2016-2017)
- Zecchino d'Oro - presidente di giuria insieme ad Antonello Dose (Rai 1, 2016)
- Be Happy (Rai 3, 2018)

## Programmi radiofonici
- Chicomedovequando (Rai Radio 2, 1993-1995)
- Il ruggito del coniglio (Rai Radio 2, 1995-in corso)
- Buono Domenico (Rai Radio 2, 1997)
- Tira, imbecille! (Rai Radio 2, 1998)
- Coniglio Relax (Rai Radio 2, 2015-2017)

## Teatro
- Teatro Metastasio, Prato, stagione 1984-1985 - La commedia della seduzione, di Arthur Schnitzler, regia di Luca Ronconi[1]
- Scorretto - Teatro Vittoria (2005)
- Abbiamo due ore di vantaggio - Teatro Vittoria (2007)
- L'ultimo italiano - Teatro Vittoria (2008)
- Anche se sei stonato - Teatro Olimpico (2014)
- Zombie - Teatro Olimpico (2017)

## Opere
- Il ruggito del coniglio. Rai Eri. 1997 assieme ad Antonello Dose
- Il paradosso terrestre. Aliberti Editore S.r.l. 2009 ISBN 978-88-7424-478-2
- Un calcio in bocca fa miracoli. Giulio Einaudi editore 2011 ISBN 978-88-06-20632-1
- Il paradosso terrestre, Giulio Einaudi editore 2012 ISBN 978-88-5840-567-3
- Il piantagrane, Giulio Einaudi editore 2012 ISBN 978-8806213503
- L'allegria degli angoli, Giulio Einaudi editore 2014 ISBN 9788806223915
- Accendimi, Giulio Einaudi editore 2017 ISBN 9788806236083
- Fate come se non ci fossi, Giulio Einaudi editore 2019 ISBN 9788806243067
- Il prigioniero dell'interno 7, Giulio Einaudi editore 2022 ISBN 9788806251901
- Verso l'abisso fischiettando, Giulio Einaudi editore 2024 ISBN 9788806261689